# 張壽增
張壽增（1879年—20世纪？）字鶴嚴（一作鹤岩），直隶省宛平县（今屬北京市）人，中华民国政治人物。

## 生平
清朝光绪五年（1879年）生。光绪二十八年（1902年）自北京的一家俄文学校毕业，精通俄语。光绪三十一年（1905年），充奉天交涉局提调，协助宋小濂与俄国中东铁路管理局谈判。光绪三十四年（1908年）3月，接替宋小濂主持谈判，迫使中东铁路管理局签订《黑龙江铁路公司伐木合同》，为国家挽回很大损失，黑龙江巡抚程德全上奏清廷升其为知府，加三品衔。宣统二年（1910年）调任胪膑府（今满洲里）第一任知府，并且兼任中俄勘界随员，随宋小濂参加中俄边界勘界工作。
民国元年（1912年）1月15日，呼伦贝尔厄鲁特总管胜福等率部攻占呼伦城，在俄国策划下宣布呼伦贝尔“独立”，成立隶属于库伦“独立”政权的呼伦贝尔自治政府，胜福被任命为“参赞大臣”、驻呼伦贝尔“总督”。胜福与陈巴尔虎旗总管车和扎在俄军配合下多次进攻胪膑府，中国方面为避免中俄发生武装冲突而在2月4日将驻军撤出胪膑府，呼伦贝尔被胜福控制。在此次战争中，張壽增率部队击毙俄蒙联军20多人，缴获俄文地图数十张，并且以此为据向俄国第15联队提出抗议。
1912年3月，張壽增调任黑龍江省交涉总局總辦。同年12月，署黑河兵备道道员，兼外交部瑷珲特派交涉员。1913年1月28日，张寿增改任黑河观察使，仍兼外交部瑷珲特派交涉员。1914年2月，因为发展黑河地方经济成绩卓著，获授三等嘉禾章。1914年5月23日，张寿增改任黑河道尹。1915年（民国四年）6月，调任恰克图都护副使，但因病未到任。1916年1月，出任北京政府外交部黑龍江特派交涉員。1916年5月，任龍江道尹。1917年，晋授二等大绶嘉禾章。1917年12月，第二次任黑河道尹兼外交部瑷珲特派交涉员。1919年1月，获三等宝光嘉禾章。1919年11月7日，调任哈尔滨东省铁路督办公署参赞。1920年2月3日，第三次任黑河道尹兼外交部瑷珲特派交涉员。同年又奉命调北京。1921年7月，调署吉林濱江道尹兼外交部哈爾濱特派交涉員。1927年3月17日，第四次任黑河道尹兼外交部瑷珲特派交涉员。1929年，改任黑河市市政籌備處處長兼外交部瑷珲特派交涉员、瑗琿關監督。
1930年，辞去所任职务，不久出任中苏会议专门委员。1931年，兼任黑龙江省顾问。1932年，再度辞去所有职务。

## 著作
- 张寿增，黑河观察使筹办政务志略，1914年
- 张寿增，黑河道尹政务志略，1915年

## 纪念
满洲里的北湖公园有張壽增雕像。